# おいでやす小田
おいでやす小田（おいでやすおだ、1978年7月25日 - ）は、日本のピン芸人、俳優。吉本興業所属。本名は小田 芳裕（おだ よしひろ）。身長173 cm、体重65 kg、血液型A型。京都府文化観光大使に任命されている。

## 来歴
京都府京都市出身。京都府立北稜高等学校卒業。他の主な卒業生として先輩のチュートリアル、後輩のミキがいる。
大学の昼休みに思い立って衝動的にNSCのパンフレットを取りに行き、両親の反対を押し切り芸人になることを決意。大阪電気通信大学中退。
2001年から西森洋一（モンスターエンジン）と「蛇腹」というコンビを1年半組んでいたが解散し、2003年頃から奥重敦史（吉本新喜劇）と「土瓶」というコンビを4年半組んでいたが解散した。それ以降も何度かコンビ結成と解散を繰り返した後2008年頃よりピン芸人として活動を開始。2018年5月をもって活動拠点を大阪から東京に移した。
2016年から2020年までR-1ぐらんぷり5年連続ファイナリスト。主にコントを行い、ピン芸人として頭角を現す。
また、漫才への情熱も持ち続け、ピン芸人になった以後もM-1グランプリに毎年即席コンビを組んで出場している。
2015年から元相方の奥重敦史と「スーパー土瓶」を組み直して出場、2017年はゆりやんレトリィバァとも「おいでやすレトリィバァ」を組みWエントリーで出場、「スーパー土瓶」は準々決勝、「おいでやすレトリィバァ」は3回戦進出した。翌2018年はM-1の規約改正で重複エントリーができなくなったため「おいでやすレトリィバァ」のみで出場する。2019年からはこがけんと「おいでやすこが」で出場。2020年、おいでやすこがが決勝進出を果たすとファーストラウンドは一位通過し、最終決戦では7票中2票を獲得。準優勝となり、漫才の分野でも成績を残した。
2021年、キングオブコント大会規定の改定で即席ユニットの参加が認められるようになったことを受け、キングオブコント2021の公式開催会見に出席。
2022年7月、ORICON NEWS『2022年上半期ブレイク俳優ランキング（男性編）』に第8位ランクイン。
11月、初エッセイ「僕はどうしても捨てられない。」（ヨシモトブックス刊）を出版。
12月、ORICON NEWS『2022年下半期ブレイク俳優ランキング（男性編）』第9位ランクイン。
2023年2月11日、有楽町朝日ホールで開催された「R-1グランプリ2023」準決勝の審査を担当。裏生実況にも2年連続出演。
4月、CBCテレビ「花咲かタイムズ」の新メンバーに決定。『週末ジャーニー推しタビ』のリポーターを担当。
7月、ORICON NEWS『2023年上半期ブレイク俳優ランキング（男性編）』第5位ランクイン。

## 芸風
シンプルなことに対して、靴の音を高らかに鳴らしつつダイナミックに跳ねながら、かなりの大声でツッコむ。これを土屋伸之（ナイツ）は「地団駄ツッコミ」と表現している。自身の初冠番組『おいでやす小田のおメガネ!』（読売テレビ）で計測したところ、その声量は100デシベルほどに達した。これはジェット機のエンジン音に相当する。喉は強いようで、『主治医が見つかる診療所』（テレビ東京）にて喉の専門外来で検査したところ、声の出し方が上手いため、芸を続けるのに現状は問題がないとのことであった（2021年4月1日現在）。
このツッコミを生かしてR-1ぐらんぷりでは主にコントを披露していた。M-1グランプリでは小田が何をしようと揺るがず複雑な歌を歌い続ける相方に対し、地団駄を踏み跳ね回りながら大声でシンプルにツッコミ続ける漫才を披露した。ピン芸としてフリップを用いることもある。また、バラエティ番組ではイジられてからツッコむというパターンを近年多用されていることからしばしばカンニング竹山と比較されることがある。

## 人物
- 「おいでやす小田」の名付け親は武智（スーパーマラドーナ）。
- 趣味・特技はバスケットボール[7]。中高生時は仲間を誘いストリートバスケのプレイに熱中していた。NBA関連雑誌の蒐集家でもある。スコッティ・ピッペンやレジー・ミラー等のバスケモノマネができる。
- 京都生まれ、京都育ち[7]。21歳まで京都に暮らし[8]、実家の近くに実相院門跡があった[9]。南禅寺の塔頭の一つ聴松院の湯豆腐屋[10]、フォルクス宝ヶ池店（現在は閉店）やハム屋、2019年までは水道メーターの検針のアルバイトをした。
- 慎重な性格だという。
- 家族は5歳上の妻がいる[7]。妻とは友達の紹介で出会い、小田が34歳の時（2013年）に結婚した[11]。東京に進出を決めたり、こがけんとユニットを組むきっかけは妻の一言であった。妻の意見はいつも参考にしている[12][13]。

## エピソード
- 小田が以前住んでいた自宅のトイレに野生のヌートリアが水を飲みにきていたエピソードが、ダイアンのラジオ番組『よなよな…』（朝日放送ラジオ）内で紹介され、ダイアンのトークにおいて度々おいでやす小田の話題が上がる。またダイアンリスナーからは「ヌートリア＝おいでやす小田」として認知されている。ヌートリアは約30日間小田の自宅にお菓子を食べて水を飲みに通った[14]。
- R-1ぐらんぷりでは2016年から連続で決勝進出を果たしているが裸芸人にトラウマがある。いずれもおいでやす小田の1つ前の順番でネタを披露したハリウッドザコシショウ（2016年優勝）、アキラ100%（2017年優勝）が2年連続頂点にたっているという過去がある。
- ゲスト出演者が主宰者のおいでやす小田で大いに遊ぶ企画ライブ「おいでやす小田で遊ぼう！」を定期的に行なっている。毎回想定の倍、むちゃくちゃにされ、「シリーズ化しようと思っていたんですけど、一旦持ち帰ります」と語るほど過酷なライブとなっている[15]。
- 元相方でモンスターエンジンの西森洋一とは解散後も親交が続き、『やすとものどこいこ!?』（テレビ大阪）にふたりで不定期に出演している他、様々な番組や舞台で共演がある。解散時に小田は西森を夜の公園に呼び出し、足を組み横向きに原付に座り月明かりへ煙草をくゆらせながら「おまえの才能に俺は潰される」と告げた。後年になって小田が売れた事に対し西森は、「当たり前や。俺の元相方なんやから」と語った。
- 大阪時代は21歳から大阪市生野区に住んでいて、近鉄百貨店上本町店で働いていた。
- 上京後は2018年5月から2022年10月まで4年半狛江市に住んでいた[16][17][18]。その縁で2019年12月からこまえエフエムにてゴミカレンダーのアナウンスを担当している[19]。大声は封印し落ち着いたトーンで放送していたが、『出没!アド街ック天国』（テレビ東京）にて狛江を取り上げ小田も出演したのをきっかけに追加で録音し、5週目の平日のみ元気に放送している[20][21]。また、狛江市の広報紙「広報こまえ」2023年1月1日号には狛江市長との対談記事が載った[7]。
- 芸風から怖がられることが多いが、あくまでも芸なので怖い人と思われたくないとしている。それを受け関根勤は「ピン芸の時は怖く見えていたが、こがけんとふたりでやっていると怖さがコミカルに中和されている」と語った。
- 水野美紀には、自身初となる連ドラで共演した際、度々写真と偽り動画を撮られるドッキリを仕掛けられたほか、「あなたは今年、朝ドラに出ることになる」と言われたという。水野のこの言葉通り、2021年度後期の連続テレビ小説『カムカムエヴリバディ』（NHK総合）への出演が決定し、出演者発表の中で小田は「...いや予言者やがな！水野さん何者なんですか！？」とツッコミを交えたコメントを述べている[22]。小田の役は、京都府の商店街に店を構える酒店の店主で、2022年1月27日放送分より出演。
- 閉所恐怖症の持ち主。これは2022年9月21日放送分の『水曜日のダウンタウン』（TBSテレビ）の企画の撮影中で判明したもので、それまでは小田自身も自覚がなかった。撮影の内容について小田は「あれ放送されるんか？？わからん！お蔵入りかも！」と事前にツイートしていたが、OA時には一部始終が放送されている[23]。
- 『なるほどプレゼンター!花咲かタイムズ』の「週末ジャーニー推しタビ」出演時に着用している番組オリジナルトレーナーは、ファンからプレゼントしてもらった。
- 『ラヴィット!』（TBSテレビ）では、レギュラーではないものの、週1〜2回出演しており、2023年の全253回中、96回も出演していた。その高い出演頻度からMCの川島明（麒麟）から「サブスク」や「オダ・ホーダイ」と揶揄されている。また、番組内では出演する際の芸名が勝手に変更されたり、コスプレをして1週間出演する「おいでやす小田WEEK」などが行われており「番組のマスコットキャラクター」と称されることもある[24]。

## 評判
- 憧れの松本人志（ダウンタウン）になんばグランド花月のトイレで初対面した際第一声で「おいでやすやんけ、お前オモロイな」と言われたエピソードや、たまたまTwitterを開いた際、松本人志が「R-1のネタではおいでやす小田が1番」との発言をしたと知り嬉しさのあまり血が逆流したとの回想を『松本家の休日』（朝日放送テレビ）にて話す。
- 笑福亭鶴瓶は小田のR-1ぐらんぷり決勝初進出時から小田を高く評価し、その後も自らが主催する番組や舞台に度々呼んでいる。小田がR-1ぐらんぷり2020の打ち上げ生放送の出演中には、『ヤングタウン日曜日』（MBSラジオ）に生放送出演中の笑福亭鶴瓶から、おいでやす小田の携帯電話に励ましの電話が入る一面もあった。
- 2021年1月9日放送の『モモコのOH!ソレ!み〜よ!』（関西テレビ）で、ゲストの藤山直美がお気に入りのお笑い芸人をランキング形式で発表するという企画において1位となった。番組の収録は2020年12月20日に開催されたM-1グランプリ2020決勝の6日前であり、さらに藤山は1年前に行われた番組打ち合わせの時点で、すでに小田のことを1位として評価していた[25]。

## 出囃子
- アンジー「天井裏から愛を込めて」

## 賞レースなどでの戦績

### R-1ぐらんぷり
| 年度             | 結果       | 順位                         | 会場                 | 日時      | 備考                                              |
| ---------------- | ---------- | ---------------------------- | -------------------- | --------- | ------------------------------------------------- |
| 2006年（第4回）  | 2回戦進出  |                              | baseよしもと         | 2006/1/29 | 小田芳裕名義での出場                              |
| 2009年（第7回）  | 1回戦敗退  |                              | 不明                 | 不明      |                                                   |
| 2010年（第8回）  | 準決勝進出 |                              | なんばグランド花月   | 2010/2/10 |                                                   |
| 2011年（第9回）  | 準決勝進出 |                              | なんばグランド花月   | 2011/1/29 |                                                   |
| 2012年（第10回） | 準決勝進出 |                              | なんばグランド花月   | 2012/3/2  |                                                   |
| 2013年（第11回） | 準決勝進出 |                              | なんばグランド花月   | 2013/1/27 |                                                   |
| 2014年（第12回） | 準決勝進出 |                              | なんばグランド花月   | 2014/2/21 |                                                   |
| 2015年（第13回） | 準決勝進出 |                              | なんばグランド花月   | 2015/1/30 |                                                   |
| 2016年（第14回） | 決勝進出   | Bブロック3位                 | フジテレビ内スタジオ | 2016/3/6  | 決勝キャッチフレーズ「関西発!びっくり劇場」       |
| 2017年（第15回） | 決勝進出   | 復活ステージ1位 Cブロック2位 | フジテレビ内スタジオ | 2017/2/28 |                                                   |
| 2018年（第16回） | 決勝進出   | Aブロック2位                 | フジテレビ内スタジオ | 2018/3/6  | 決勝キャッチフレーズ「はじけろ!怒りのボルテージ」 |
| 2019年（第17回） | 決勝進出   | Bブロック2位                 | フジテレビ内スタジオ | 2019/3/10 | 決勝キャッチフレーズ「はじけろ!怒りのボルテージ」 |
| 2020年（第18回） | 決勝進出   | Cブロック3位                 | フジテレビ内スタジオ | 2020/3/8  | 決勝キャッチフレーズ「はじけろ!怒りのボルテージ」 |
| 2024年（第22回） | 準決勝進出 |                              | 有楽町朝日ホール     | 2024/2/11 |                                                   |

### M-1グランプリ
| 年度                                                             | 結果                             | エントリーNo.                    | 会場                             | 日時                             |
| 西森洋一とのコンビ「蛇腹」の戦績                                 | 西森洋一とのコンビ「蛇腹」の戦績 | 西森洋一とのコンビ「蛇腹」の戦績 | 西森洋一とのコンビ「蛇腹」の戦績 | 西森洋一とのコンビ「蛇腹」の戦績 |
| ---------------------------------------------------------------- | -------------------------------- | -------------------------------- | -------------------------------- | -------------------------------- |
| 2002年（第2回）                                                  | 2回戦進出                        | 不明                             | 不明                             | 不明                             |
| 奥重敦史とのコンビ「土瓶」の戦績                                 |                                  |                                  |                                  |                                  |
| 2004年（第4回）                                                  | 3回戦進出                        | 566                              | NGKスタジオ                      | 2004/11/13                       |
| 2005年（第5回）                                                  | 1回戦敗退                        | 不明                             | NGKスタジオ                      | 2005/10/21                       |
| 2006年（第6回）                                                  | 2回戦進出                        | 不明                             | baseよしもと                     | 2006/10/29                       |
| 2007年（第7回）                                                  | 2回戦進出                        | 不明                             | ABCホール                        | 2007/11/10                       |
| 奥重敦史とのユニット「スーパー土瓶」の戦績                       |                                  |                                  |                                  |                                  |
| 2015年（第11回）                                                 | 3回戦進出                        | 702                              | よしもと漫才劇場                 | 2015/10/26                       |
| 2016年（第12回）                                                 | 2回戦進出                        | 906                              | 大丸心斎橋劇場                   | 2016/10/4                        |
| 2017年（第13回）                                                 | 準々決勝進出                     | 1459                             | メルパルクホール大阪             | 2017/11/2                        |
| ゆりやんレトリィバァとのユニット「おいでやすレトリィバァ」の戦績 |                                  |                                  |                                  |                                  |
| 2017年（第13回）                                                 | 3回戦進出                        | 2171                             | ルミネtheよしもと                | 2017/10/21                       |
| 2018年（第14回）                                                 | 3回戦進出                        | 2050                             | 新宿FACE                         | 2018/10/18                       |

### その他
- 2021年 ドラフトコント2021 ユニットコントNo.1決定戦 優勝 ※「チーム春日」の一員として

## 出演
コンビでの出演は、おいでやすこが#出演を参照。

### テレビバラエティ
- あらびき団（2011年9月27日、TBSテレビ） - 初全国ネット出演
- プリプリ（2012年4月6日 - 2013年3月15日、毎日放送） - レギュラー 番組内「それゆけ!千日前リポーター」
- 吉本超合金A（2017年10月 - 2018年4月、テレビ大阪） - 月1回程度
- 名門!モウカリマッカー学園 〜西梅田校新聞部〜（2019年1月18日 - 2020年3月20日、テレビ大阪） - レギュラー
- 霜降りバラエティ（2019年6月7日 - 2024年6月30日、テレビ朝日） - 不定期出演
- おいでやす小田のおメガネ（2021年4月1日、読売テレビ） - 冠番組
- アメトーーク!『おいでやす小田大好き芸人』（2021年4月29日、テレビ朝日） - メイン特集
- ラヴィット!（2021年5月10日 - 、TBSテレビ） - サブスク（不定期出演）[40]
- なるほどプレゼンター!花咲かタイムズ（2023年4月1日 - 、CBCテレビ） - レギュラー[41]

### テレビドラマ
- カラフラブル〜ジェンダーレス男子に愛されています。〜（2021年4月1日 - 6月3日、読売テレビ・日本テレビ系） - 境正美 役[42]
- 連続テレビ小説 カムカムエヴリバディ 第61話 - 第112話（2022年1月27日 - 4月8日、NHK総合） - 森岡新平 役[43][44]
- 彼女、お借りします（2022年7月3日 - 9月25日、ABCテレビ・テレビ朝日） - 木ノ下和男 役[45]
- 石子と羽男-そんなコトで訴えます?-（2022年7月15日[注釈 1] - 9月16日、TBSテレビ） - 塩崎啓介 役[46]
- すきすきワンワン!（2023年1月24日 - 3月28日、日本テレビ） - 柿田 役[47][48]
- お笑いインスパイアドラマ ラフな生活のススメ 第5話（2023年8月1日、NHK総合）[49]
- 転職の魔王様（2023年7月17日 - 9月25日、フジテレビ） - 山口守男 役[50]
- ワンルームエンジェル（2023年10月20日 - 11月24日、毎日放送） - コンビニの店長 役[51]
- 必殺仕事人（2023年12月29日、ABCテレビ・テレビ朝日） - 香具師のおぃ安 役[52]
- ハコビヤ 第2話（2024年1月20日、テレビ東京） - 飯沼彰 役[53]
- 東京タワー（2024年4月20日 - 6月15日、テレビ朝日） - 川野裕介 役
- 民王R 第6話（2024年11月26日、テレビ朝日） - 山倉 役[54]
- バントマン 最終話（2024年12月21日、東海テレビ・フジテレビ系） - 佐々木健吾 役[55]
- 私の知らない私 第1話（2025年1月9日、読売テレビ・日本テレビ） - 神父 役[56]
- どうせ死ぬなら、パリで死のう。（2025年3月16日、NHK総合） - 和辻 役[57]
- 北くんがかわいすぎて手に余るので、3人でシェアすることにしました。（2025年7月1日 - 、関西テレビ・フジテレビ） - 古賀弘樹 役[58]

### 映画
- 彼女がその名を知らない鳥たち（2017年10月） - レンタルビデオ店の店長 役
- POST 入ル（2018年4月）
- まる（2024年10月18日） - 吉村 役[59]

### 配信ドラマ
- ショート・プログラム「途中下車」（2022年3月1日、Amazon Prime Video）[60]
- 塩介と甘実-蕎麦ができるまで探偵-（2022年7月15日[注釈 1] - 9月16日、Paravi） - 主演・塩崎啓介 役[46]

### ラジオ
- おいでやす小田のトリセツでやす〜!（朝日放送ラジオ、2017年9月24日） - 初冠番組
- おいでやす小田のラジオでどストレート（TOKYO FM、2019年8月12日） - 「Skyrocket Company」（同局）で実施された「令和-1グランプリ」優勝記念特番
- おいでやす小田のオールナイトニッポン0(ZERO)（ニッポン放送、2023年12月25日）

### ナレーション
- マッドマックスTV 論破王（テレビ朝日・ABEMA、2021年10月 - 2023年9月）

### テレビアニメ
- おじゃる丸（2023年） - 諸星の父役

### CM
- ジュピターテレコム J:COM NET「リモート会議」篇（2021年）

## ライブ

### 単独ライブ
- 2011年8月5日「どストレート」（5upよしもと、大阪）
- 2012年8月7日「どストレートⅡ」（5upよしもと、大阪）
- 2015年6月30日「どストレート3」（道頓堀ZAZA POCKET’S、大阪）
- 2016年
  - 4月20日「九回裏のどストレート」（道頓堀ZAZA HOUSE、大阪）
  - 4月30日「九回裏のどストレート」（新宿シアターモリエール、東京）
- 2017年
  - 7月26日「おしゃべりやす」(Loft PlusOne West、大阪) ※トークライブ
  - 11月3日「おいでやす小田のおい！〜西森どっちがオモロイか決着つけたろかい！〜」 (HEP HALL、大阪) ※冠企画ライブ
- 2018年8月31日「上京どストレート」（ヨシモト∞ホール、東京）
- 2019年
  - 8月31日「不惑のどストレート」（ZAZA HOUSE、大阪）
  - 9月17日「不惑のどストレート」（シアターブラッツ、東京）
- 2022年
  - 8月6日「約束」（ヨシモト∞ホール、東京）
  - 11月3日「おいでやす小田ベストネタライブ「オーバースロー」」（ルミネtheよしもと、東京）

### 企画ライブ・おいでやす小田で遊ぼう
- 2018年
  - 3月27日「小田さんで遊ぼう」（ZAZA HOUSE、大阪）
  - 7月6日「おいでやす小田で遊ぼう」（ルミネtheよしもと、東京）
  - 12月9日「おいでやす小田で遊ぼう」（ルミネtheよしもと、東京）
- 2019年
  - 5月16日「おいでやす小田で遊ぼう」（ルミネtheよしもと、東京）
  - 8月10日「おいでやす小田で遊ぼう」（ルミネtheよしもと、東京）
  - 12月28日「おいでやす小田で遊ぼう」（ルミネtheよしもと、東京）
- 2020年
  - 1月11日「おいでやす小田で遊ぼう」（YES THEATER、大阪）
  - 8月25日「おいでやす小田で遊ぼう」（なんばグランド花月、大阪）
  - 9月15日「おいでやす小田で遊ぼう」（ルミネtheよしもと、東京）
- 2021年
  - 2月6日「おいでやす小田で遊ぼう特別編～おいでやすこがで遊ぼう～」（ルミネtheよしもと、東京）
  - 8月15日「おいでやすこがで遊ぼうin森ノ宮TTホール」（COOL JAPAN PARK OSAKA TTホール、大阪）

### ユニットライブ
- 2011年
  - 4月13日「ヒトリコロール」（5upよしもと、大阪）- 斉藤紳士、ヒューマン中村 と
  - 6月29日「ヒトリコロール」（5upよしもと、大阪）
- 2012年
  - 2月28日「ヒトリコロール」（5upよしもと、大阪）
  - 9月1日「ヒトリコロール」（5upよしもと、大阪）
- 2013年
  - 1月26日「ヒトリコロール」（5upよしもと、大阪）
- 2014年
  - 7月18日「新境地」（道頓堀ZAZA POCKET’S、大阪）- 守谷日和、矢野号 と
  - 11月16日「新境地vol.2」（道頓堀ZAZA POCKET’S、大阪）
- 2015年
  - 1月9日「新境地vol.3」（道頓堀ZAZA POCKET’S、大阪）
  - 3月13日「新境地vol.4」（道頓堀ZAZA POCKET’S、大阪）
  - 5月19日「新境地vol.5」（道頓堀ZAZA POCKET’S、大阪）
  - 8月22日「おいでやす小田のおいでやす」（道頓堀ZAZA POCKET’S、大阪）- ZAZY と
- 2016年
  - 8月10日「おいでやすレトリィズィ」（よしもと祇園花月、京都）- ZAZY、ゆりやんレトリィバァ と
- 2018年
  - 4月13日「おいでやす小田とはんなりな仲間たち」（よしもと祇園花月、京都）- アキナ、守谷日和 と
- 2019年
  - 1月28日「おいでやす小田とはんなりな仲間たち」（よしもと祇園花月、京都）
  - 6月8日「おいでやす小田とはんなりな仲間たち」（よしもと祇園花月、京都）
  - 12月7日「おいでやす小田とはんなりな仲間たち」（よしもと祇園花月、京都）
    - 12月8日「守谷日和と愉快なウホウホ軍団」（沼津ラクーンよしもと、静岡）
    - 12月9日「アキナの大好き芸人集合」（よしもと幕張イオンモール、千葉）
- 2020年
  - 1月21日「6=23」（ヨシモト∞ドーム ステージⅡ、東京）- ピクニック と
  - 8月22日「おいでやす小田とはんなりな仲間たち」（よしもと祇園花月、京都）
  - 10月30日「6=23」（ヨシモト∞ドーム ステージⅡ、東京）
  - 12月13日「おいでやす小田とはんなりな仲間たち」（よしもと祇園花月、京都）
  - 12月28日「6=23」（ヨシモト∞ドーム ステージⅡ、東京）
- 2021年
  - 3月22日「おいでやすレトリィバァ」（よしもと漫才劇場、大阪）- ゆりやんレトリィバァ と
  - 10月3日「三浦マイルド軍vsおいでやす小田軍」（配信イベント）
  - 10月5日「おいでやす小田とはんなりな仲間たち」（よしもと祇園花月、京都）
- 2022年
  - 3月30日「祇園大決戦！三浦マイルドVSおいでやす小田」（よしもと祇園花月、京都）
  - 12月17日「小田の本についてアキナが横からゴチャゴチャ言うライブ」（シアターセブン、大阪）
  - 12月22日「おいでやす小田&三浦マイルドの年末トーク総決算」(よしもと有楽町シアター、東京）- 三浦マイルド と
- 2023年
  - 1月15日「コントにおいでやす小田を入れよう」（よしもと幕張イオンモール劇場、東京）
  - 1月20日「おいでやす小田のエール送らせてぇぇ！！！」（ルミネtheよしもと、東京）
  - 4月15日「おいでやす小田とはんなりな仲間たち」（よしもと祇園花月、京都）
  - 8月18日「おいでやす小田とはんなりな仲間たち」（よしもと祇園花月、京都）